# Яромир (Бохемия)
Яромир (на чешки: Jaromír) е княз на Бохемия.

## Биография
Той е вторият син на чешкия владетел Болеслав II Благочестиви и втората му съпруга Ема Мелникова.
През 1003 г. Яромир въстава срещу по-големия си полубрат Болеслав III Червенокосия, но не успява да задържи титлата херцог на Бохемия и впоследствие е зает от Болеслав I Храбри, крал на Полша. Яромир и брат му Олдрих опитват да получат военна подкрепа от германският крал Хайнрих II (Свещена Римска империя). В Мерзебург, Яромир обещава да направи Бохемия васал на Хайнрих. Това действие поставя Бохемия в юрисдикцията на Свещената Римска империя и императорите редовно ще повдигат този въпрос в следващите столетия.
През 1004 г. Яромир завзема Прага с германска армия и се назовава херцог. Държавата, който той си възвръща, е малка, тъй като полски сили все още се намират в Моравия, Силезия и Лужица. Царуването на Яромир подобно на толкова много други ранни чешки владетели, е борба за възвръщането на загубени земи. През 1012 г. Яромир е детрониран от Олдрих и принуден отново на изгнание. Яромир успява да свали Олдрих (1033) от престола, но второто му царуване бива краткотрайно. Година по-късно Олдрих е възстановен от сина си Бретислав I. Яромир е затворен в Лиса и убит от един от Вршовците през 1035, една година след брат си.